# 欧洲期货交易所
欧洲期货交易所（Eurex Exchange）是全球数一数二的衍生品交易所。欧洲期货交易所成立于1998年，尽管发源于欧洲，但拜电子交易系统之赐，如今该交易所的业务范围涵盖全世界各个主要市场，并提供超过1,900种的产品，包括各种以欧元计价的股票股指以及固定收益证券的衍生性金融工具。其庞大的产品类别除了指标性的股指以及债券型衍生金融商品以外，亦有以个股、商品、交易所交易基金(ETF)、股息为标的资产的衍生品，甚至提供近年逐渐兴起的天气、能源衍生品。
欧洲期货交易所同时具有电子交易系统以及场外交易市场，交易所成员可透过后者达成大宗交易，该市场拥有超过400名登记会员、8000名交易员并遍布全球30多个国家，利用场外交易市场，成员可避免大宗交易带来的执行风险。
欧洲期货交易所前身为德国期货交易所（DTB）与瑞士期货期权交易所（SOFFEX），两者于1998年合并并成立欧洲期货交易所，目前由德意志交易所(Deutsche Boerse)拥有，欧洲期货交易所旗下拥有欧洲期货交易所清算公司(Eurex Clearing)、欧洲期货交易所债券交易平台(Eurex Bonds)、欧洲期货交易所回购交易平台(Eurex Repo)与国际证券交易所(International Securities Exchange)；并与欧洲能源交易所(European Energy Exchange)同属于欧洲期货交易所集团(Eurex Group)。

## 年表

### 1998年 成立
1997年9月4日，德国期货交易所与瑞士期货期权交易所于布尔根施托克(Bürgenstock)正式成立一股份制的交易与清算平台，隔年，两者合并并更名为欧洲期货交易所，而双方原有的交易系统并入该平台，所有会员之交易于”欧洲期货交易所系统”(Eurex® system)进行，欧洲期货交易所为全球利用电子交易系统提供衍生性商品交易与清算服务的先驱。
1998年5月中旬，为了因应瑞士期货期权交易所的产品清算，与即将到来的欧元以及欧元商品，欧洲期货交易所安装新一代的德国期货交易所软体，最初的欧元商品包括欧元德国2年国债Euro-Schatz 期货、三个月欧元银行同业拆放利率期货、欧元德国30年国债Euro-Buxl®与道琼欧洲股指50期货，1998全年，共有313个会员于欧洲期货交易所交易逾2,480万口合约。
同年，成立欧洲期货交易所清算公司，作为欧洲期货交易所系统中全数交易的中央清算对象，2003年3月，该清算公司成为法兰克福证券交易所场外交易与电子交易的清算对象。
2012年1月1日，德意志证券交易所购得瑞士期货期权交易所所拥有的50%的股份，成为欧洲期货交易所的唯一股东。

### 1999 – 2003 大量扩展商品种类
1999年，由于成功地与赫尔辛基证券交易所合作推出斯堪的纳维亚股指和个股商品，以及推出图型化的使用者页面，欧洲期货交易所的会员数量(逾400会员)、成交量(约3,800万口合约交易)皆大幅成长。
隔年，该交易所更迅速地推出许多商品，包括列于欧元斯托克50股指EURO STOXX 50®之股票的个股期货、欧元斯托克50® EURO STOXX 50® 股指、欧洲斯托克600 股指STOXX® Europe 600期权与期货。除了拓展产品线之外，该年为首次将美股的个股期货导入欧洲期货交易所市场，并且与机构投资者成立两个新的交易平台，欧洲期货交易所债券交易平台与欧洲期货交易所回购交易平台，提供国债商品以及附买/卖回类型之商品的市场。
2002年，欧洲期货交易所进一步推出ETF的期权与期货商品。
2003年初，欧洲期货交易所将产品线扩至利率型商品，推出以欧洲隔夜拆款利率为基准的期货，同年德意志证券交易所与瑞士证券交易所将双方合作合约延长至2014年。
该年，欧洲期货交易所共交易10.14亿口合约，突破10亿元大关。

### 2004年 扩展美国市场
2004年2月欧洲期货交易所于美国成立”美国欧洲期货交易所”提供以美元计价的商品交易与清算，使得全年度欧洲期货交易所共有10.66亿口合约交易，进一步推高前一年的纪录。
2006年10月1号，美国欧洲期货交易所70%的股份被MAN Group 以美国期货交易所的名义购买。该年共有15亿口合约于欧洲期货交易所流通。

### 2005 – 2007 年 再度扩张
随着亚洲的经济势力崛起，欲进入亚洲市场的欧洲期货交易所与大阪证券交易所签订合作备忘录，并且允许设立于新加坡之投资者直接进行交易；同时于欧洲各交易所中率先推出波动率股指产品、欧元斯托克筹50股指EURO STOXX 50®股指、德国股指 DAX®中各成分股之个股期货以及瑞士市场股指 Swiss SMI®的独家商品。
除了既有种类的推陈出新，欧洲期货交易所于这段期间内发行一周内到期的期权另辟新产品部门，与MDAX® 、 SMIM®期货、连同西班牙与瑞典股指期货构成的中型市值的股指期货产品。
2006年4月19号，Andreas Preuss继任Rudolf Ferscha成为欧洲期货交易所的首席执行官。

### 2007年 并购国际证券交易所
2007年4月，并购全世界最大的股票期权交易所，国际证券交易所，该年度国际证券交所交易的8亿口合约，而此交易使得欧洲期货交易所成为世界数一数二的跨大西洋市场。
2011年 并购欧洲能源交易所
欧洲期货交易购买欧洲能源交易所79%的股份，使欧洲期货交易所于以商品为标的资产的衍生性产品交易市场的脚步逐渐稳固。
 

## 产品
欧洲期货交易所的产品包括期货及期权合约，涉及10种传统及创新资产类别：
- 固定收益
- 股票
- 股指
- 股利
- 波动性
- 商品
- 交易所交易基金 (ETF)
- 通货膨胀
- 气候
- 房地产

## 固定收益衍生品

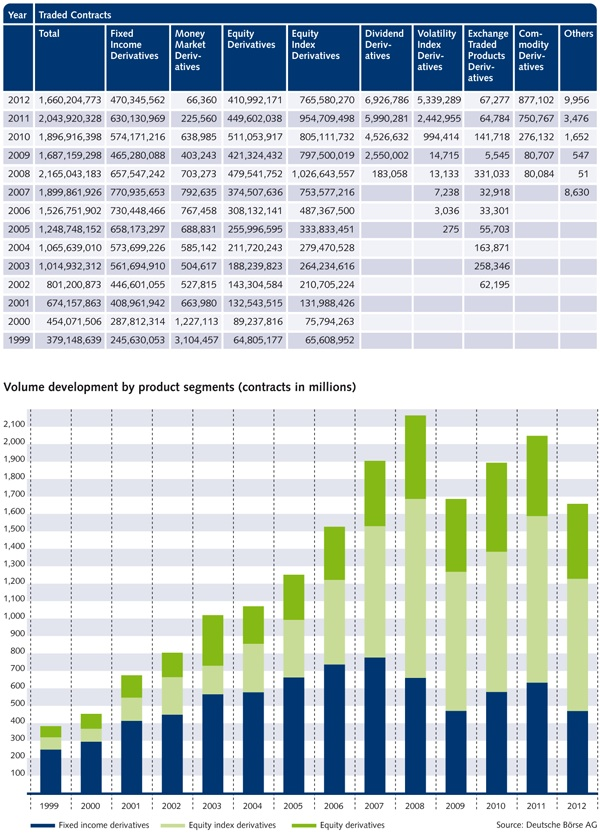
期貨交易量趨勢

固定收益衍生品覆盖从一天到35年的德国利率曲线以及从8到13年的瑞士利率曲线：
- 欧元德国2年国债 Euro-Schatz期货(由德国政府所发行的短期票面货币工具，期间介於1.75到2.25年之间)
- 欧元德国5年国债 Euro-Bobl期货(由德国政府所发行的中期票面货币工具，期间介於4.5到5.5年之间)
- 欧元德国10年国债 Euro-Bund期货(长期票面货币工具，期间介於8.5到10.5年之间)
- 欧元德国30年国债Euro-Buxl®期货(由德国政府所发行的长期票面货币工具，期间介於24到35年之间)

此外还有：
- 一个月期欧元隔夜平均利率股指EONIA期货(标的工具：欧元隔夜平均EONIA利率)
- 三个月期欧元银行间折款利率EURIBOR期货(标的工具：欧元银行银行间折款利率)
- 三个月期欧元银行间折借利率EURIBOR期货期权
- 欧洲期货交易所同样利用欧元意大利2年、5年、10年国债Euro-BTP期货覆盖意大利利率曲线，以及利用欧元法国10年、5年国债Euro-OAT期货覆盖法国利率曲线

尚可交易欧元德国2年国债 Euro-Schatz期权、欧元德国5年国债 Euro-Bobl期权以及欧元德国10年国债 Euro-Bund期权期权。

### 股票衍生品
股票型商品中，投资者可以从将近2000个荷兰、北欧、法国、德国、意大利、俄罗斯、西班牙、瑞士以及美国地区的股票衍生品中做选择。个别股票期货中，欧洲期货交易所提供所有欧元蓝筹50股指 EURO STOXX 50®、德国股指 DAX®、欧洲斯托克600、瑞士市场股指 SMI个别成分股期货。可交易的个别股票期货种类已经持续成长到400支左右。

### 股指型衍生品
欧洲期货交易所的股指型衍生品涵盖了最具有流动性的全球、欧洲、国家股指像是道琼斯全球顶尖50股指、欧元蓝筹50股指 EURO STOXX 50®、德国股指 DAX®、瑞士市场股指 SMI、所有19档欧元区斯托克/欧洲斯托克600超级行业(Supersectors)股指的期货与期权期权，以及5档道琼斯全球顶尖50股指的类别股股指期货。另外，欧洲期货交易所也涵盖了摩根士丹利资本国际股指MSCI、RDX股指期货合约以及孟买交易所(BSE)的印度蓝筹股SENSEX股指。2010年8月起欧洲期货交易所/韩国交易所开始合作，欧洲期货交易所会员得到了直接进行韩国综合股价股指200 KOSPI 200 期权期权交易的机会，该交易合同是全球在韩国交易时间之后交易量最大的期货期权合同。通过与韩国交易所 (KRX) 的合作，欧洲期货交易所已将韩国综合股价股指200 KOSPI 200 期权期权(欧洲期货交易所 KOSPI 产品)以每日期货的方式上市，并於欧洲及北美主要交易时间内為市场参与者提供韩国综合股价股指200 KOSPI 200 部位的交易及避险的机会。

### 股利衍生品
个股股利期货与股票股指股利衍生品是以个股或股票股指的股利為标的，在交易所交易的衍生品。不像欧元区斯托克精选红利股指股指以及股指德国股指DAX股利的期货与期权期权，股利衍生品聚焦於股利分配本身而非重要的股利发放者的表现。

### 波动性衍生品
2005年，欧洲期货交易所推出了波动性股指期货作為一个新的资产类别。藉由此产品创新，投资者能够创造纯粹波动性的投资部位或是规避股票市场投资部位的波动性风险。现在，欧洲期货交易所提供了波动性股指VSTOXX的期货与期权期权。他们提供了投资者对於建立在欧元斯托克50股指 EURO STOXX 50®隐含波动性之上的欧洲波动性表达看法并进行投资或槓桿操作的机会。藉由波动性股指VSTOXX衍生品来连结波动性主要诱因是达成投资组合多样化与波动性曝险最佳化。
网路工具VSTOXX进阶服务(VSTOXX® Advanced Services)提供了专业交易几项额外的好处。回溯测试的教程、脚本、工具提供帮助交易员分析与波动性股指VSTOXX相关的资料，了解股指如何被计算以及如何评价以此為标的物的衍生品。

### 商品衍生品
市场参与者能够交易其他产品，以帮助他们参与更多样的市场，利用预测这些市场的景气趋势获利。自从引进商品这项类别之后，欧洲期货交易所持续在扩大产品种类，希望提供市场参与者更多选择。
投资商品的一个主要诱因是它与其他资产种类像是股票与债券的低度相关或甚至是负相关，具有吸引力将它加入投资组合中。尽管这项特质在近期的金融危机中变得较不明显，仍然有强烈的理由去相信因为它独自的供给与需求，商品会继续独特发展。另外，商品与通货膨胀的正向相关性使得商品成为保护投资组合不受消费者物价上升影响的有效工具。
另类与传统资金管理者都增加了对商品的投资，使这项资产类别有高度的流动性。我们看到商品类股交易所交易基金(ETF)以及结构型产品总数增加－这并不让人惊讶，因为他们在过去十几年裡表现得比主要股票股指还要优异，即使算入了2008下半年商品价格的强劲下跌也是如此。由於许多市场需求的持续上升，像是中国以及印度，商品市场预期将在未来全球范围中维持动能。同时，从农业到贵金属、从能源到天然气商品衍生品都能被交易。

### 交易所交易基金(ETF)衍生品
2002年11月，欧洲期货交易所推出了新的EXTF类别，其中包含了八个股指型基金期货与期权期权。现在，以许多股指型基金为标的物的期货与期权期权都能被交易，包括了最成功的股指型基金提供者iShares和CS ETF(CH)的交易型开放式指数基金、股指德国股指 DAX®股指型基金、瑞士市场股指 SMI股指型基金、欧元斯托克50股指股指EURO STOXX 50®股指型基金。还有10个股指提供者Source的股指型基金期权期权、5个Lyxor股指型基金期权期权，以及3个db-xtrackers股指型基金期权期权提供交易。

## 社交媒体
欧交所在大中华区与德意志交易所集团北京代表处共享数字营销渠道，并以欧交所署名发表文章。德交所于2017年10月于雪球网开设账号并发布文章。德交所的微信平台（ID：DeutscheBoerseGroup）将于2018年4月上线。

## 外部連結
- 欧洲期货交易所集团 (Eurex Group) （页面存档备份，存于）
- 欧洲期货交易所 (Eurex Exchange) （页面存档备份，存于）
- 国际证券交易所 (International Securities Exchange) （页面存档备份，存于）
- 欧洲能源交易所 (European Energy Exchange) （页面存档备份，存于）
- 欧洲期货交易所清算公司 (Eurex Clearing) （页面存档备份，存于）
- 欧洲期货交易所债券交易平台 (Eurex Bonds)
- 欧洲期货交易所回购交易平台 (Eurex Repo) （页面存档备份，存于）
- 德意志交易所 (Deutsche Boerse) （页面存档备份，存于）
- 瑞士证券交易所 (SIX Swiss Exchange) （页面存档备份，存于）